# 孟敏
孟敏（？—？），字叔达，钜鹿郡杨氏县（今河北省宁晋县）人，东汉儒生。

## 生平
孟敏客居太原。一次他的瓦罐掉在了地上，他头也不回的往前行去。名士郭林宗见到之后而问他这是什么意思。他回答说：“瓦罐已经破了，再看有什么用处？”郭林宗通过这件事感觉他不一般，于是劝其游学。十年后终于成名，三公都征召他去当官，他一概不愿意屈就。